# يودا (اليابان)
يودا (باليابانية: 宇陀郡 ) هي مقاطعة تقع في محافظة نارا، اليابان.
في عام 2005م بلغ عدد التعداد السكاني 42752 نسمة بكثافة سكانية تبلغ 113.98 شخص لكل كيلومتر مربع. تبلغ المساحة الاجمالية 375.09 كيلومتر مربع